# 崂山嗜粘液蛞蝓
崂山嗜粘液蛞蝓（学名：Philomycus laoshanensis）为嗜粘液蛞蝓科嗜粘液蛞蝓属的动物，是中国的特有物种。分布于山东等地，生活环境为陆地，主要栖息于近海山地、灌木丛、草丛中、石缝中以及喜潮湿多腐殖质的环境。